# Jean-Baptiste Duchasseint
Jean-Baptiste Duchasseint est un homme politique français né le 20 janvier 1814 à Lezoux et décédé le 21 février 1895 à Paris.

## Biographie

### Origines, famille et études
Licencié en droit, il s’occupe par la suite d’agriculture.

### Parcours politique
Conseiller d’arrondissement en 1840, il devient en 1848 conseiller général du canton de Lezoux. Il démissionne de ce poste en 1851 pour ne pas devoir prêter serment à l’Empire. Le 8 octobre 1871, il fait son retour à l’assemblée départementale.
Il est élu député de l’arrondissement de Thiers le 20 février 1876 face au conservateur M. Chassaigne (8 056 voix contre 7 544). Sa profession de foi était « une république définitive, conservatrice et progressive ». Il siègera toute sa vie sur les bancs de la gauche. Signataire du manifeste des 363, lors de la crise du 16 mai qui entraîne la dissolution de l’assemblée, il emporte de nouveaux la circonscription le 14 octobre 1877 (avec 11 641 voix contre 3 821 voix à M. Chassaigne et 3 127 à M. de Barante). Réélu le 21 août 1881 (10 077 voix contre 837 voix à M. Chomette, radical, et 364 à M. de Barante), il vote les lois Ferry sur l’enseignement. Le 4 octobre 1885, il est réélu au scrutin de liste. Réélu aux élections générales du 22 septembre 1889, au premier tour de scrutin dans la circonscription de Thiers, par 10 368 voix contre 4 421 à M. Fouilleul et 3 103 à M. Chevassu sur 24 597 inscrits et 18 034 votants, il se déclarait, dans sa profession de foi, ardemment républicain : « J’aime mieux une Chambre parlementaire que l’antichambre d’un dictateur. » Membre de diverses Commissions dont celle de la santé et de l’hygiène publique, il s’intéressa principalement aux discussions budgétaires. Le retour du scrutin majoritaire lui assure une nouvelle réélection le 22 septembre 1889 (10 368 voix contre 4 421 à M. Fouilleul et 3 103 à M. Chevassu). Aux élections du 20 août 1893 il retrouve son siège (9 902 voix contre 7 861 à M. Marignier) mais meurt en cours de mandat.
Une place de Thiers porte son nom.

## Mandats parlementaires
- 1876 - 1895 : député du Puy-de-Dôme (Gauche, Gauche radicale)

## Mandats politiques locaux
- 1840 - ? : conseiller d'arrondissement
- 1848 - 1852 et 1873 - 1895 : conseiller général de Lezoux

## Sources
- « Jean-Baptiste Duchasseint », dans Adolphe Robert et Gaston Cougny, Dictionnaire des parlementaires français, Edgar Bourloton, 1889-1891 [détail de l’édition]